# Розеніт
Розеніт – це водний залізо сульфатний мінерал,  Fe2+SO4•4(H2O).
Він зустрічається як вторинний мінерал, утворений при низькій вологості при температурі менше ніж 21 °C (70 °F) як зміна мелантериту без міді, який є продуктом зміни піриту або марказиту після шахт. Він також зустрічається в озерних відкладеннях і вугільних пластах. Супутні мінерали включають мелантерит, епсоміт, ярозит, гіпс, сірку, пірит, марказит і лімоніт.
Вперше був описаний у 1960 році на горі Орнак, Західні Татри, Малопольська, Польща. Названо на честь польського мінералога Зигмунта Розена (1874–1936).